# Jaime Hubbard
Jaime Hubbard (* 1968) ist eine US-amerikanische Schauspielerin und Psychotherapeutin.

## Leben
Hubbard ist deutscher Abstammung. Einige Quellen geben als Geburtsort Deutschland an, andere New York City.
Nach dem Ende ihrer Schulzeit studierte sie Drehbuch und Regie an der Film School der New York University, die sie mit einem Bachelor of Fine Arts abschloss. Im Anschluss studierte sie in Los Angeles zwei Jahre lang Schauspiel unter Joanne Baron.

## Karriere
Hubbard begann ihre Karriere als Model im Alter von nur 14 Jahren auf Hawaii.
Erste Erfahrungen vor der Kamera sammelte Hubbard 1988 in einer Nebenrolle der Fernsehserie Ohara an der Seite von Pat Morita (Folge: Mit tödlicher Eleganz). In der zweiten Staffel der Science-Fiction-Fernsehserie Raumschiff Enterprise – Das nächste Jahrhundert verkörperte sie 1989 Salia in der Folge Die Thronfolgerin und setzte sich gegen Mädchen Amick durch, die ursprünglich für die Rolle vorgesehen war. Im selben Jahr war sie in dem Kurzfilm The Hitch-Hikers zu sehen.
1992 folgte ein Auftritt in dem Fernsehfilm Rosemary und in den Jahren 1994 und 1995 Rollen in den Fernsehserien Ellen – an der Seite von Ellen DeGeneres – sowie in Braten und Bräute.
Neben der Schauspielerei arbeitete sie weiterhin als Model und war auch in Werbespots zu sehen, beispielsweise für die Getränkemarke Sprite.
Nach dem Ende ihrer Schauspielkarriere studierte Hubbard Klinische Psychologie an der Antioch University in Keene und absolvierte ab 2009 eine Ausbildung zur Psychotherapeutin am Southern California Counseling Center. Sie arbeitet im Bereich der Familientherapie in Los Angeles.
Im deutschen Sprachraum wurde Hubbard unter anderem von Dorette Hugo synchronisiert.

## Filmografie (Auswahl)

### Film
- 1989: The Hitch-Hikers (Kurzfilm)
- 1992: Rosemary (Fernsehfilm)

### Fernsehen
- 1988: Ohara
- 1989: Raumschiff Enterprise – Das nächste Jahrhundert
- 1994: Ellen
- 1995: Braten und Bräute (Platypus Man)